# Município de Monroe (condado de Richland, Ohio)
O município de Monroe (em inglês: Monroe Township) é um município localizado no condado de Richland no estado estadounidense de Ohio. No ano de 2010 tinha uma população de 2.723 habitantes e uma densidade populacional de 28,34 pessoas por km².

## Geografia
O município de Monroe encontra-se localizado nas coordenadas 40° 41′ 17″ N, 82° 23′ 42″ O. Segundo a Departamento do Censo dos Estados Unidos, o município tem uma superfície total de 96.07 km², da qual 94,15 km² correspondem a terra firme e (2 %) 1.92 km² é água.

## Demografia
Segundo o censo de 2010, tinha 2.723 habitantes residindo no município de Monroe. A densidade populacional era de 28,34 hab./km². Dos 2.723 habitantes, o município de Monroe estava composto pelo 97,8 % brancos, o 0,33 % eram afroamericanos, o 0,11 % eram amerindios, o 0,48 % eram asiáticos, o 0,04 % eram de outras raças e o 1,25 % eram de uma mistura de raças. Do total da população o 0,48 % eram hispanos ou latinos de qualquer raça.